# Impact Zéro
Pour plus de détails, voir Fiche technique et Distribution.
Impact Zéro (titre original : Collision Earth) est un téléfilm catastrophe et de science-fiction américain de 2020, réalisé par Matthew Boda, avec comme acteurs principaux Kate Watson, Joseph Michael Harris et Daniel O'Reilly.

## Synopsis
Depuis longtemps, la Terre a été confrontée à un nombre croissant d’impacts de météorites. Les scientifiques, cependant, sont rassurants car ils et sont sûrs que l’atmosphère terrestre arrêtera la majorité des corps célestes. Gwen Armstrong (Kate Watson), une scientifique recherchée, soupçonne qu’il y a un astéroïde au milieu du nuage de météorites. Avec son attraction gravitationnelle, cela ralentit les météorites à un point tel que l’atmosphère terrestre ne peut plus constituer une menace pour elles.
En raison d’une fausse prédiction antérieure en Russie, personne ne la croit. Les puissances mondiales décident de détruire toutes les météorites en même temps avec une frappe nucléaire coordonnée de toutes les puissances mondiales. Armstrong pense que ce n’est pas la bonne option, car l’astéroïde représente la plus grande menace. Gwen contacte donc son mari Michael Armstrong, qui empêche au moins les États-Unis de gaspiller tout leur arsenal nucléaire contre les météorites. Cependant, il est condamné par le colonel Singh (Eric Roberts) comme traître et placé en état d’arrestation. Gwen arrive à la base avec son équipe autour de Kurt et Mara. Maintenant, elle peut convaincre le colonel Singh et il contacte le Pentagone.
Après une pluie de météorites, la base est détruite et le colonel Singh est tué. Gwen note que les météorites transportent du méthane. Gwen veut utiliser l’électricité pour générer de l’énergie plasma. Dans un Lockheed Martin F-35, Gwen stimule l’émission de puissance, ce qui provoque également l’explosion des fusées nucléaires dans l’orbite de l’astéroïde. L’explosion qui en résulte détruit le corps céleste.

## Distribution
- Kate Watson : Gwen
- Daniel O'Reilly : Kurt
- Eric Roberts : Colonel Singh
- John Morrisey : Général Ambrose[3]
- Joseph Michael Harris : Michael
- Becca Buckalew : Mara[4]
- Joe Roche : Soldat Daniels
- Joe Filippone : Capitaine Howe
- Lanett Tachel : Capitaine Thomas
- Jonathan Moody : Soldat Richards
- Shellie Sterling : Beth
- Kassandra Escandell : Soldat Gordon
- Mark Schaefer : Brian
- Lauren Pritchard : Meredith
- Jermane Dwight : Personnel de l’Armée #1
- Brendan Petrizzo : Capitaine Gutierrez
- Ben Stobber : Colonel Levinson
- Nicholas Ryan : Policier militaire #1[1]

## Production
Le film est sorti le 19 octobre 2020 en France,.

## Accueil

### Réception critique
Filmdienst décrit un « Film catastrophe selon le modèle et avec des effets spéciaux underground, avec lesquels le studio de cinéma trash The Asylum a encore une fois mieux budgétisé, mais c’est toujours aussi niais en termes de contenu. »
Actionfreunde critique les effets spéciaux, les dialogues et la performance des acteurs. Le scénario est également critiqué, une grande partie du film est comblée par « des réparations de moteurs de voiture, des promenades en voiture tranquilles sur des sentiers forestiers et des éléments de réalité virtuelle ridiculement intégrés ». Un autre point critique est la logique du film. À titre d’exemple, il est mentionné que Gwen Armstrong, malgré son manque d’expérience militaire, peut contrôler un Lockheed Martin F-35 mieux que Tom Cruise dans le film Top Gun.
Sur Horreur.net, Dante_1984 est encore plus dur avec le film : « Sans surprise aucune, Collision Earth s’avance comme une pénible et dispensable incursion dans le domaine du film catastrophe. Tourné à l’aveugle et dénué d’une intrigue potable, cette énième production Asylum présente une approche maintes fois ressassée, jonchée d’incohérences et d’acteurs qui portent leurs vêtements une taille au-dessus de leur morphologie. Risible à plus d’un titre et c’est sans doute ce qui subsistera de ce métrage nauséabond. »